# Cracker (Band)
Cracker ist eine US-amerikanische Alternative-Rock-Band, die 1991 von Camper Van Beethoven Sänger David Lowery und dem Gitarristen Johnny Hickman gegründet wurde. Ihre Musik wird maßgeblich vom Blues und der Country-Musik beeinflusst.

## Geschichte
Sänger und Gitarrist David Lowery war vor Cracker jahrelang Gitarrist bei Camper Van Beethoven. Als diese Band eine längere Auszeit nahm, gründete er zusammen mit Gitarrist Johnny Hickman und Bassist Davey Faragher Cracker. Erste Demoaufnahmen sollten später auch als „David Lowery Demo Mixes“ veröffentlicht werden. 1991 erhielt die Band einen Plattenvertrag bei Virgin Records. Noch ohne festen Schlagzeuger, aber mit der Hilfe von Jim Keltner, Rick Jaeger und Phil Jones wurde ein selbstbetiteltes Debütalbum aufgenommen, das 1992 veröffentlicht wurde. Mit Teen Angst (What the World Needs Now) hatte die Band einen Chart-Hit in Billboards „Modern Rock“-Charts.
Kerosene Hat, das 1993 veröffentlichte zweite Album erreichte die Billboard 200 und die Single Low erreichte die britischen Charts. In den USA erreichte das Album Gold. 1996 erschien The Golden Age mit Bob Rupe als neuem Bassisten. Wie bereits vorher übernahmen diesmal drei Schlagzeuger die Aufnahmen: Charlie Quintana, Eddie Bayers und Johnny Hott. Nach einer erfolgreichen Tournee pausierte die Band zwei Jahre, während denen sich Lowery um sein Studio Sound of Music in Richmond, Virginia kümmerte und er Künstler wie Joan Osborne. die Counting Crows und Lauren Hoffmann produzierte.
Mit dem 1998er Werk Gentleman’s Blues fand die Gruppe zum ersten Mal ein stabiles Line-up. Als fester Schlagzeuger stieg nun Frank Funaro ein und mit Kenny Margolis stieß auch ein Akkordeon-Spieler und Keyboarder zur Band. Trotz der Wiedervereinigung von Camper van Beethoven blieb Cracker auch in den frühen 2000er aktiv. Allerdings begann die Band mehr und mehr Projekt-Charakter anzunehmen und die Musiker wechselten zwischen beiden Bands hin und her. Es folgten ein Livealbum sowie das fünfte und sechste Album Forever beziehungsweise O' Cracker Where Art Thou?. 2003 verließ Cracker Virgin und veröffentlichte das Coveralbum Countrysides über Cooking Vinyl. 2006 erschien Greenland, ihr bis dato letztes Album Sunrise in the Land of Milk and Honey erreichte wieder die Billboard 200. Die Band spielte anschließend für US-Truppen im Irak.

## Stil
Cracker spielen Alternative Rock mit Elementen aus dem Southern Rock, dem Blues sowie der Country- und Roots Music.

## Diskografie

### Studioalben
- 1992: Cracker (Virgin Records)
- 1993: Kerosene Hat (Virgin Records)
- 1996: The Golden Age (Virgin Records)
- 1998: Gentleman’s Blues (Virgin Records)
- 2001: Forever (Black Porch, Cooking Vinyl)
- 2001: Flash Your Sirens (als The Cracker Traveling Apothecary Show and Revue, Pitch-a-Tent)
- 2003: O’ Cracker Where Are Thou? (Splitalbum mit Leftover Salmon, Pitch-a-Tent)
- 2003: Countrysides (Cooking Vinyl)
- 2006: Greenland (Cooking Vinyl)
- 2009: Sunrise in the Land of Milk and Honey (429 Records)
- 2015: Berkeley to Bakersfield

### Kompilationen
- 1994: The Virgin Years (mit Camper Van Beethoven, Virgin Records)
- 2000: Garage d’Or (Virgin Records)
- 2006: Get on With It: The Best of Cracker (Virgin Records)
- 2006: Greatest Hits Redux (Cooking Vinyl)
- 2024: Alternative History (2CDs – Cooking Vinyl)

### Livealben
- 2002: Hello, Cleveland! Live from the Metro (Cooking Vinyl)
- 2005: We Don’t Suck Live: Live at the Wavefest (Pitch-a-Tent)
- 2007: Berlin (Pitch-a-Tent, nur auf Konzerten verkauft)
- 2010: Live At The Rockpalast Crossroads Festival 2008 (2CD + DVD, Blue Rose Records)

### Singles und EPs
- 1992: Teen Angst (What The World Needs Now)
- 1992: Tucson
- 1992: Happy Birthday to Me
- 1992: I Ride My Bike
- 1993: Low
- 1993: Get Off This
- 1994: Euro-Trash Girl
- 1994: Movie Star
- 1994: Let’s Go for a Ride
- 1995: Shake Some Action
- 1996: Nothing to Believe In
- 1996: I Hate My Generation
- 1996: Sweet Thistle Pie
- 1998: The World Is Mine
- 1998: The Good Life
- 2001: Don’t Bring Us Down
- 2001: Merry Christmas Emily
- 2001: Shine
- 2002: Guarded by Monkeys
- 2003: Duty Free
- 2006: Something You Ain’t Got

### Videoalben
- 2007:  The First Annual Camp Out Live At Pappy And Harriet’s Pioneertown Palace (mit Camper Van Beethoven, Wienerworld)